# Mošusna ruža
Mošusna ruža (lat. Rosa moschata), vazdazeleni grm, mirisna penjačica iz porodice ružovki, autohtona u (prema Kew-u Afganistanu i Iranu), odnosno u Mjanmaru, Nepalu i Indiji. Uvezena je i po drugim državama (SAD, Italija, Španjolska, Maroko, Alžir)
Naraste do 5 metara visine. Kultivari: ‘La Mortola’ i ‘MossRose’.

## Sinonimi
- Rosa arborea Pers.
- Rosa broteroi Tratt.
- Rosa brownii Tratt.
- Rosa glandulifera Roxb.
- Rosa manuelii Losa
- Rosa opsostemma Ehrh.
- Rosa pissardii Carrière
- Rosa ruscinonensis Gren. & Déségl. ex Déségl.

- R. moschata
- R. moschata

## Vanjske poveznice
|  | Zajednički poslužitelj ima još gradiva o temi Rosa moschata |
|  | Wikivrste imaju podatke o taksonu Rosa moschata             |

Himachal Pradesh, Jammu & Kashmir, Uttarakhand)